# Святошин клен
Святошин клен  — ботанічна пам'ятка природи місцевого значення у місті Києві. Розташована у Святошинському районі поблизу проспекту Берестейського, 117 (біля одного з виходів станції метро «Житомирська»).
Об'єкту наданий статус рішенням Київської міської ради від 27.11.2009 р. № 713/2782.
Під охорону взято одне 150-річне дерево сріблястого клену висотою близько 25 м з обхватом 3,8 м.
Музичний віч-хауз проєкт Kryvø_Rizh присвятив йому композицію “Святошинський клен”.

## Галерея

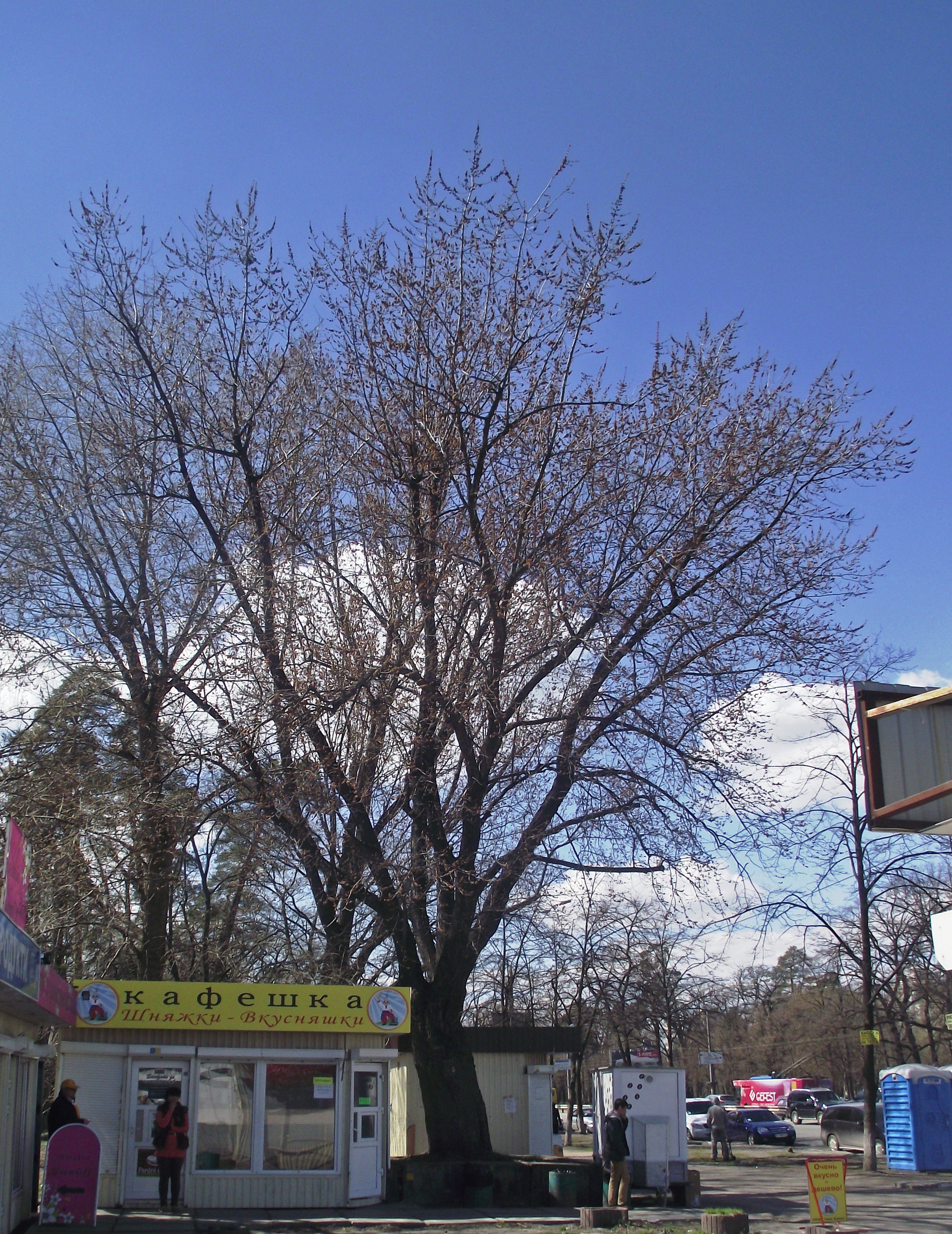
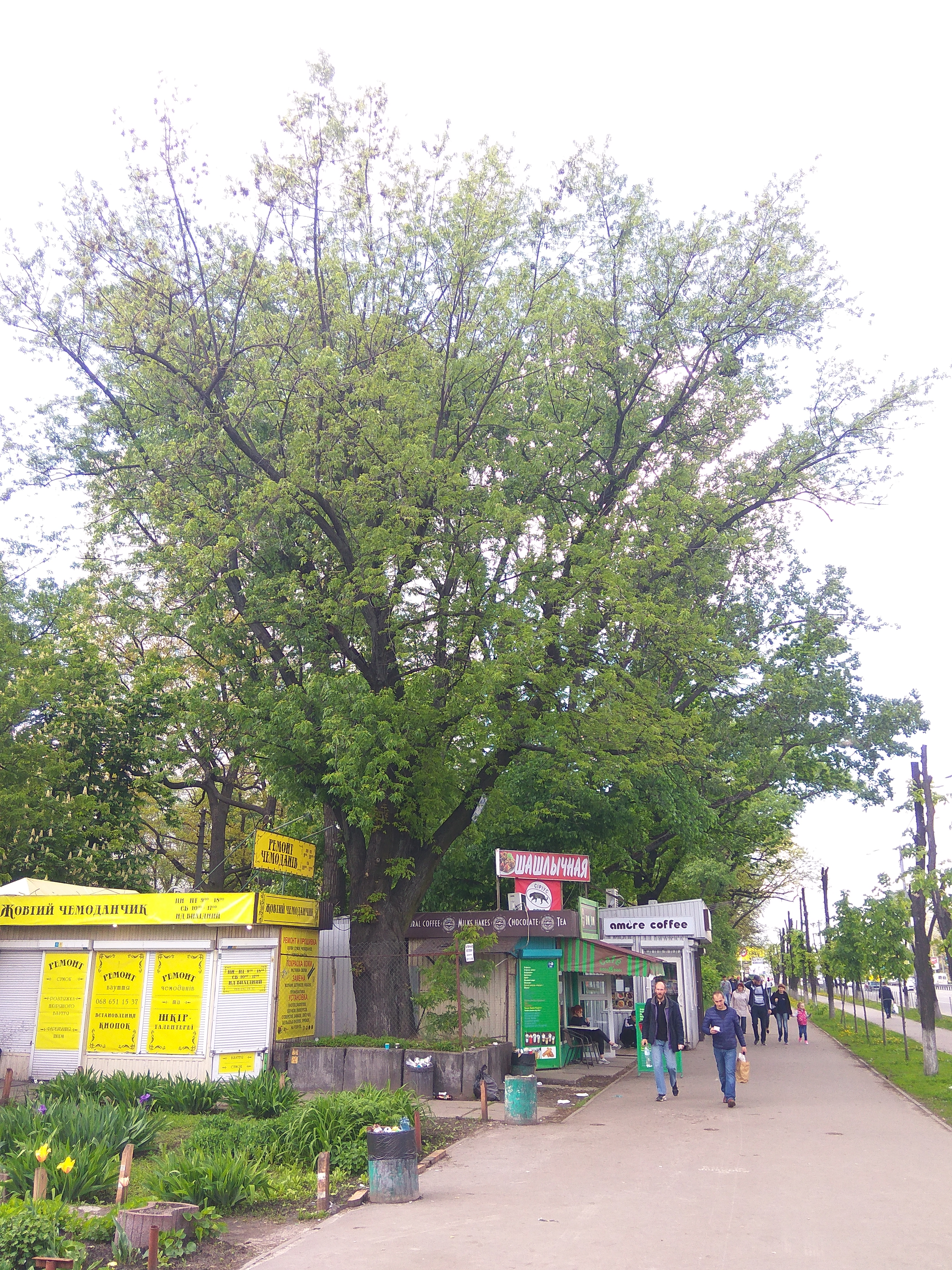
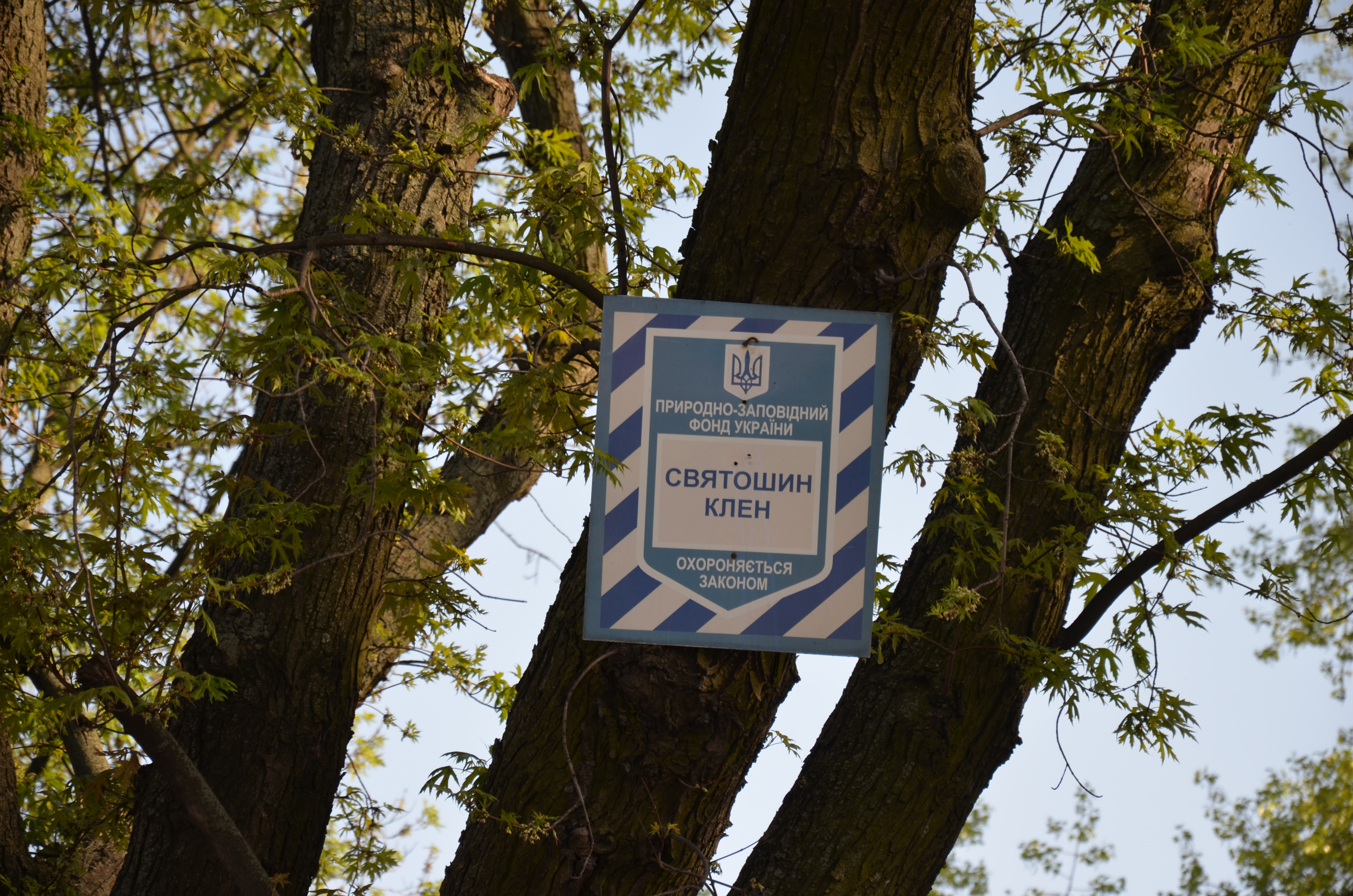
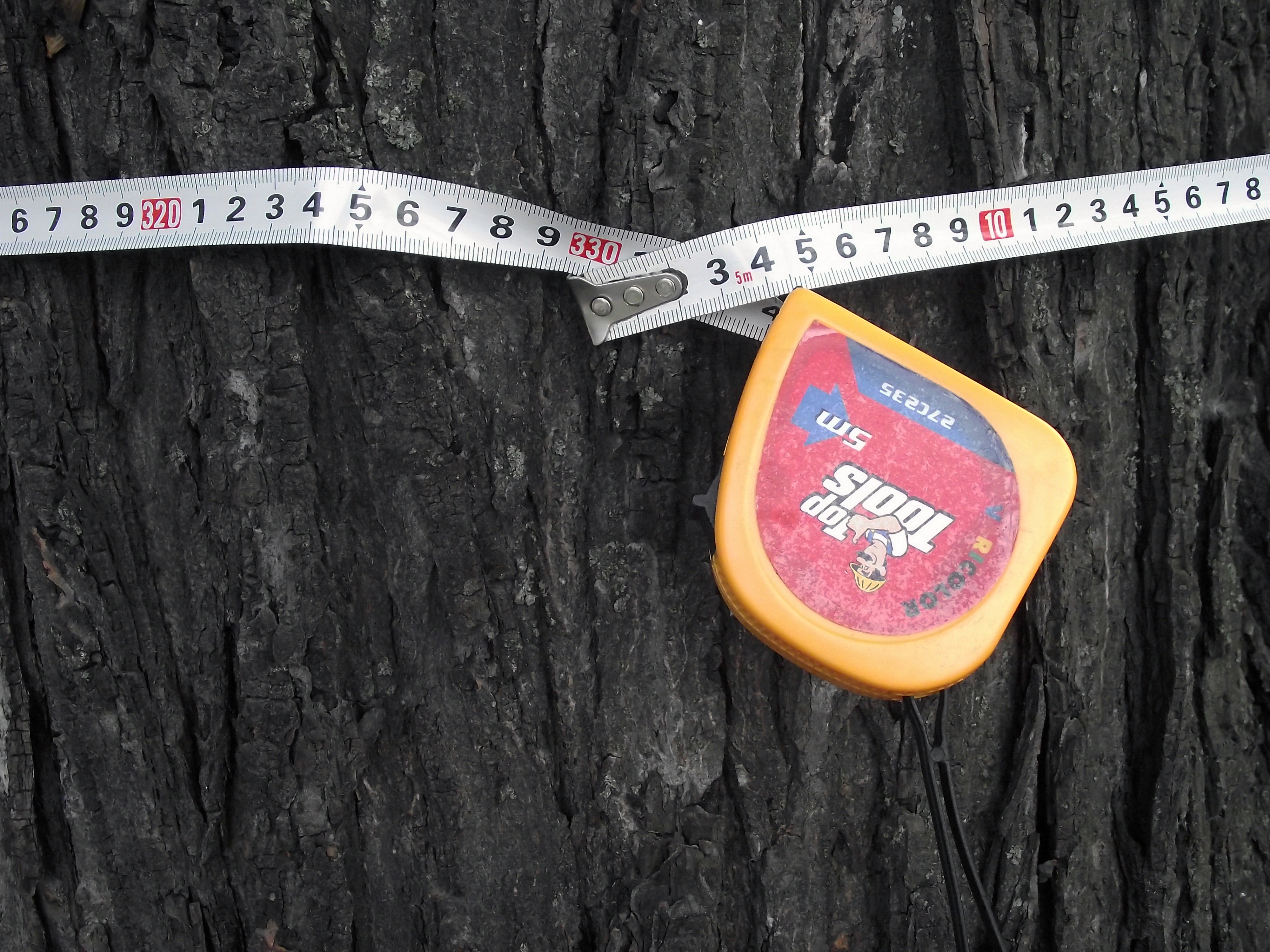
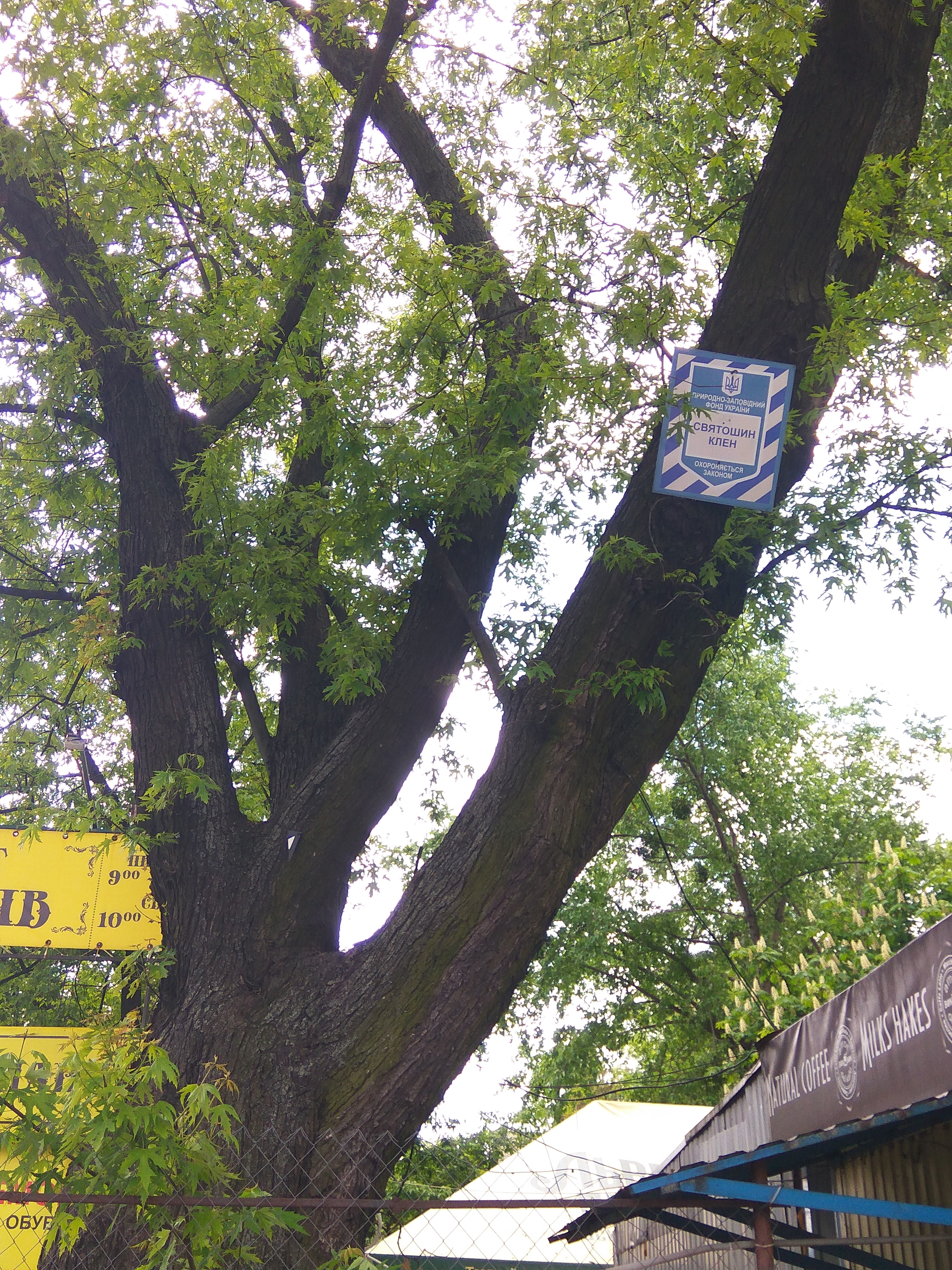
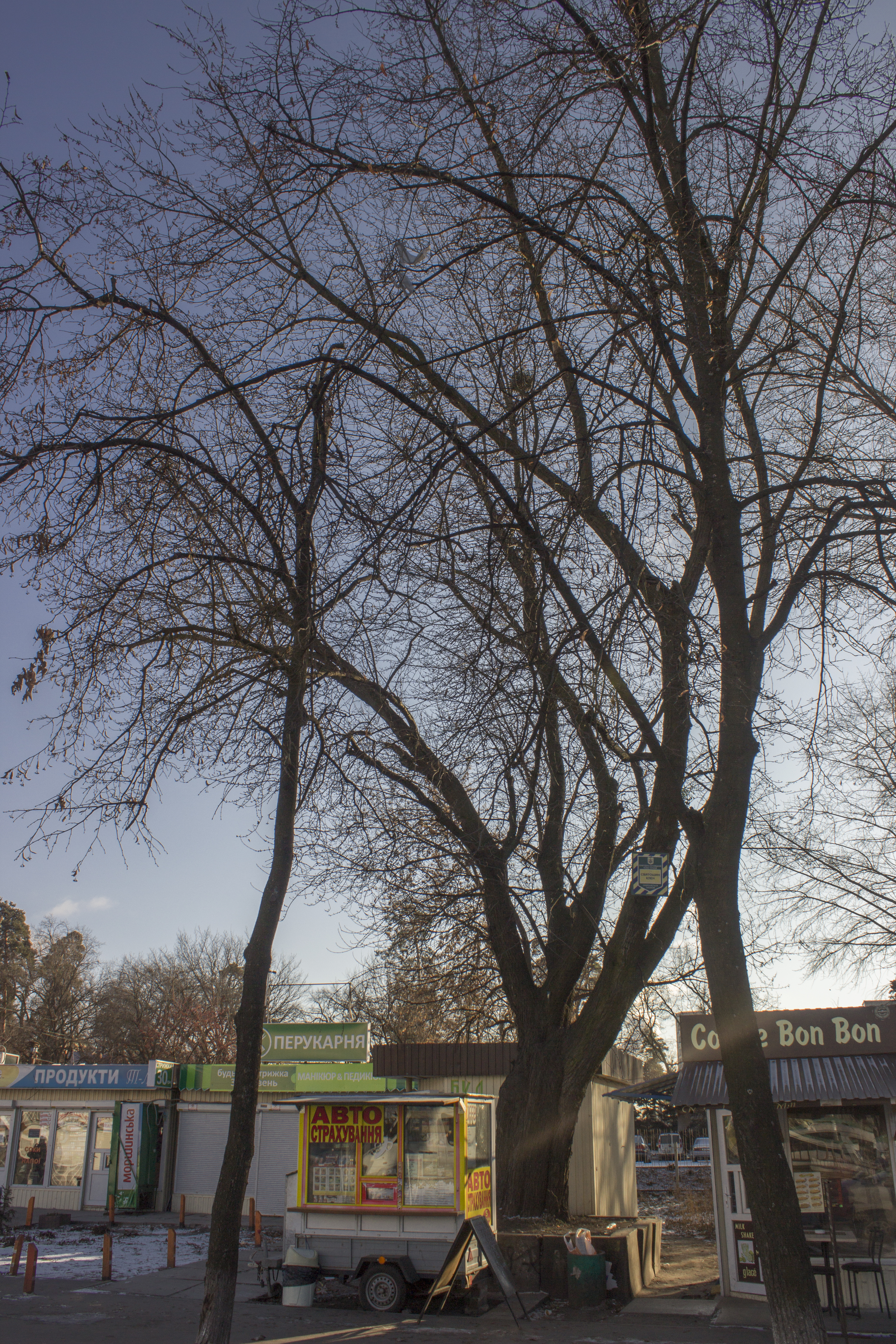
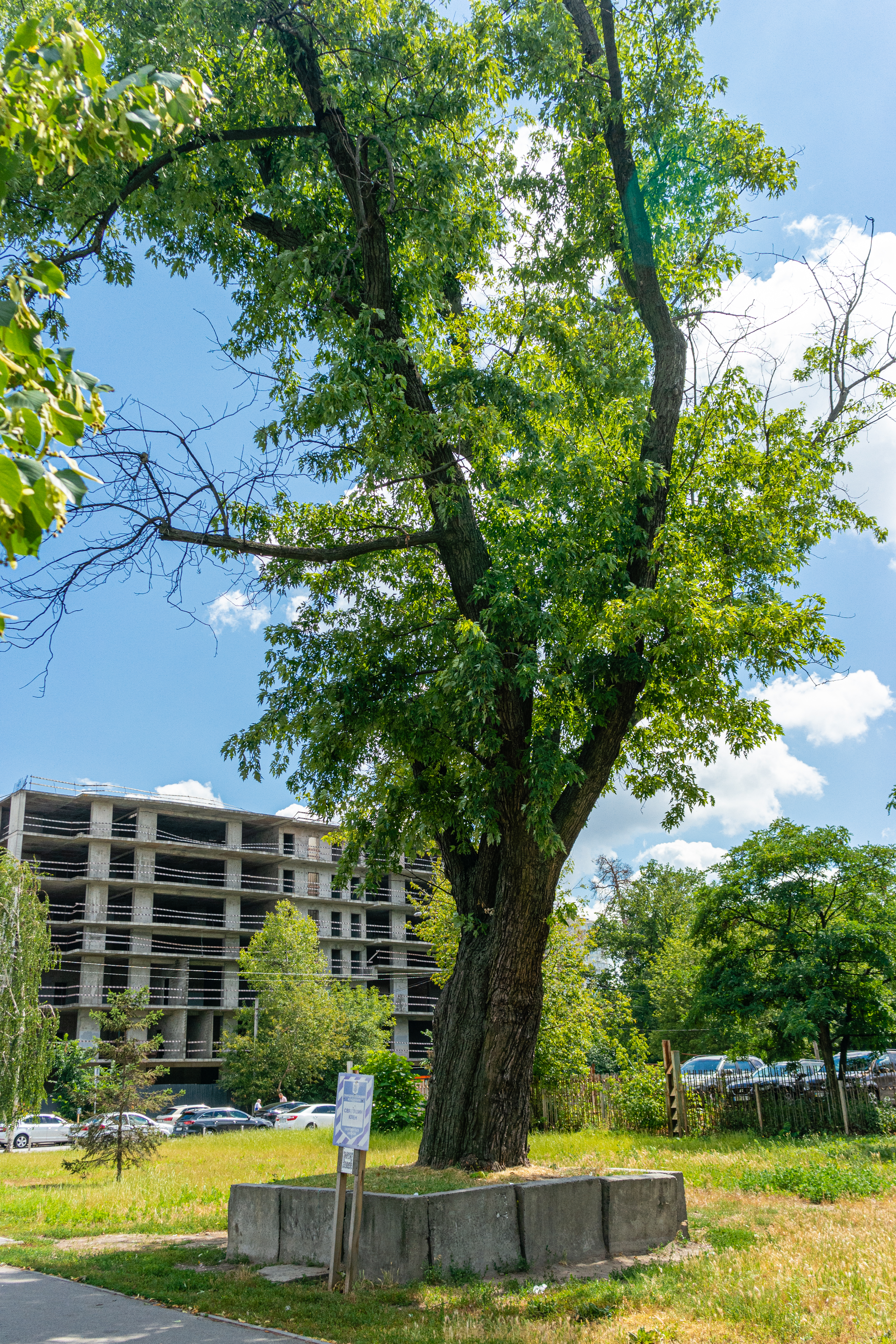
Святошин клен станом на 2025 рік